# Dongola (Soedan)
Dongola is een stad in Soedan en is de hoofdplaats van de staat Ash-Shamaliyah.
Dongola telt naar schatting 13.000 inwoners.

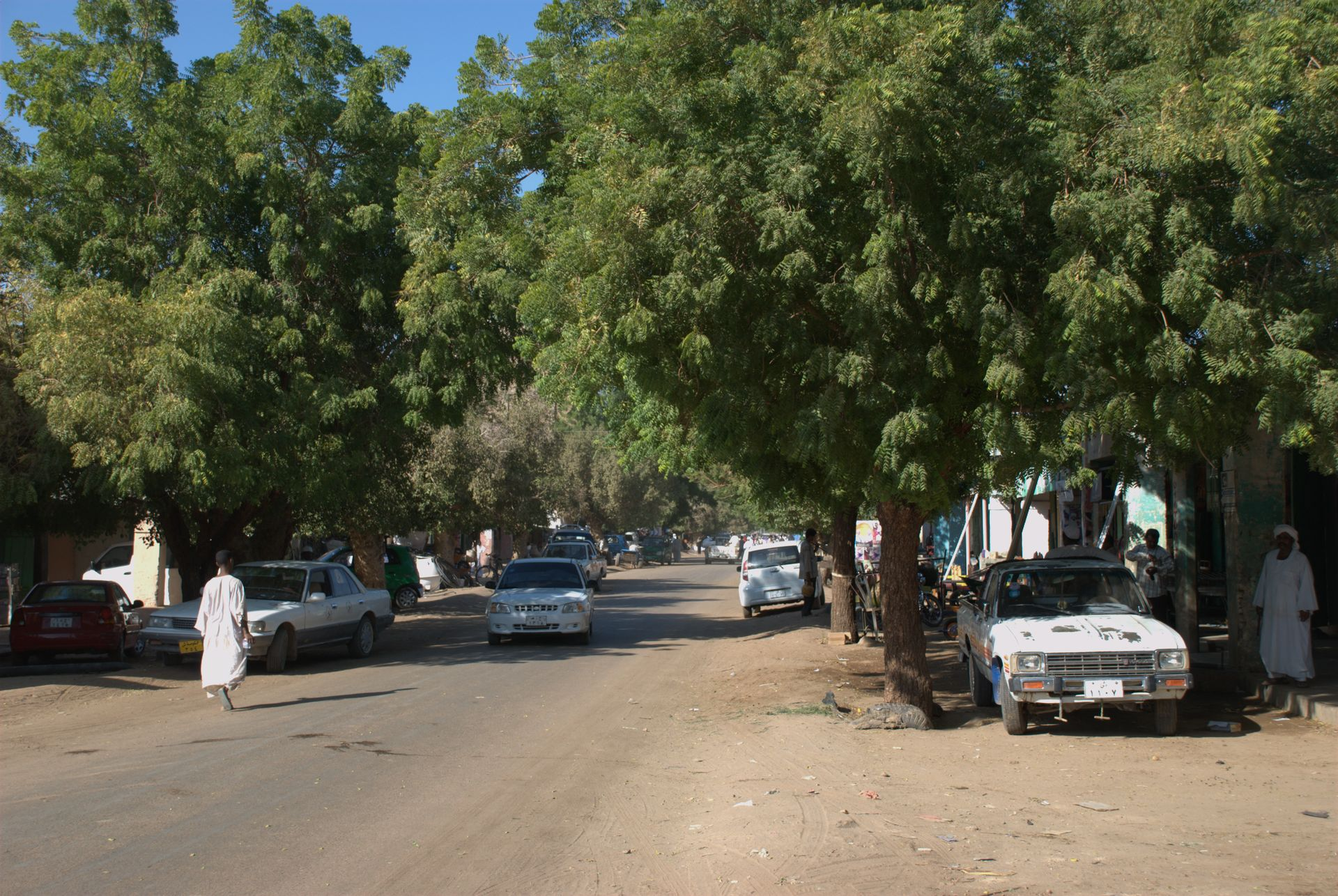
Straatbeeld